# Adam Kulisz
Adam Kulisz pseud. Coolish (ur. 1966 w Kobiórze) – polski wokalista, gitarzysta, harmonijkarz, kompozytor, autor tekstów. Jeden z najbardziej twórczych wykonawców z kręgu polskiego bluesa.

## Życiorys
Zadebiutował w 1985 roku na festiwalu Blues Top w Sopocie w składzie zespołu Big John and The Rockets jako saksofonista. Od połowy lat 80. patronował kilkunastu amatorskim formacjom, w zdecydowanej większości o proweniencji bluesowej, m.in. The Old River Blues Band (występ na Dużej Scenie festiwalu Rawa Blues 86; Czarni-Czarni (Duża Scena - Rawa Blues 87); Stereo Blues Boys (Boczna Scena - Rawa Blues 88); Gerard Kalczer Korzyniec (Boczna Scena - Rawa Blues 97); Black and The River (Boczna Scena - Rawa Blues 2001). Pełnię swego talentu muzyk objawił w ramach stworzonego w 2004 roku projektu Coolish Blues Session (przemianowanego na Coolish Supersession), zapraszając do udziału w nim wielu cenionych instrumentalistów. Równolegle współtworzył formację K-3: najpierw z harmonijkarzem Michałem Kielakiem i perkusistą Tomaszem Karkoszką (2006-2007), a od 2008 roku z kontrabasistą Mariuszem Maksymowiczem i perkusistą Michałem Giercuszkiewiczem. Koncertuje także solo. Na koncie ma występy na najważniejszych festiwalach bluesowych w kraju, a także we Włoszech, Irlandii i Słowacji. Był inicjatorem muzycznego spotkania Polish Blues Session, którego efektem jest płyta (Polish Blues Session Ostrzeszów 2005) wydana w 2009 roku, od 2006 roku w rodzinnym Kobiórze organizuje Kobiór Blues Fest. Jako gitarzysta występował gościnnie m.in. z zespołami Kasa Chorych i J.J.Band, Magdą Piskorczyk, a także z wykonawcami zagranicznymi - Otisem Grandem i Mofo Party Band.
Od kilku lat zajmuje czołowe pozycje w rankingach bluesowych, m.in. w latach 2006, 2007, 2009, 2011, 2016, 2022 czytelnicy kwartalnika „Twój Blues” uznali go za wokalistę roku.

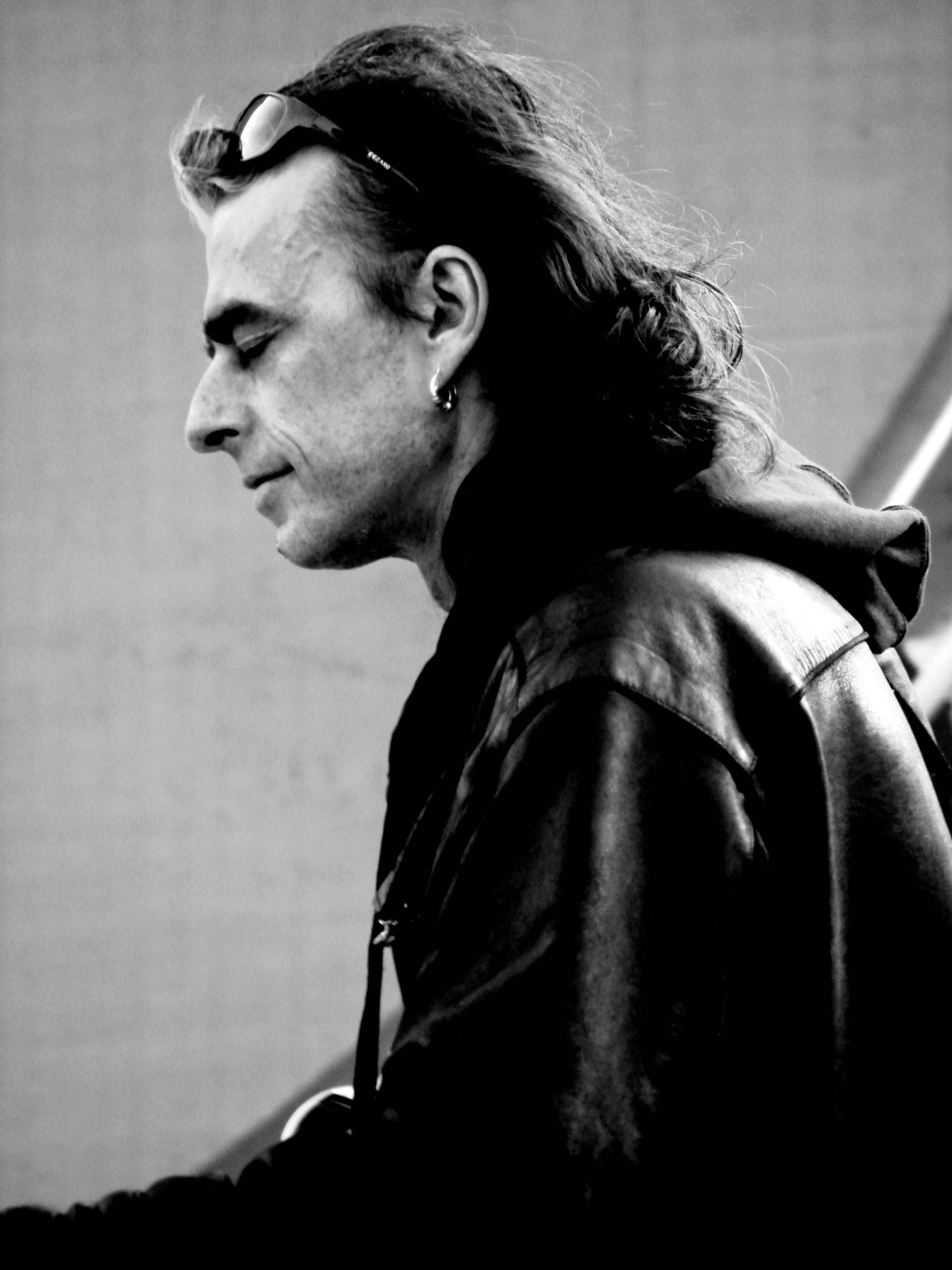
Adam Kulisz 2010 Tychy

## Dyskografia
- Boogieman - Coolish Blues Session (2004)
- Blues Navigator - Live In Harenda - Coolish Blues Session (2005)
- 100% Cotton Blues - Adam Coolish Kulisz & Michał Cielak Kielak (2005)
- 100% Biedy - K3 - Kulisz, Kielak, Karkoszka (2007);
- Bluesletter - K3 - Kulisz, Giercuszkiewicz, Maksymowicz (2008)
- Ciemnogranie - Kulisz Projekt (2010)

### Nieoficjalne koncertowe
- Pod Sową - live - K3 - Kulisz, Kielak, Karkoszka (bootleg - 2006)
- Live at Lauba Pełno Bluesa - Chorzów 2006 (bootleg - 2006)
- Live at Radio eM (bootleg - 2007)
- Live at Radio PIK (bootleg - 2007)

### Wydane własnym sumptem
- Bluesidła (2000)
- Blues Korzyńca (1999)

### Inne wydawnictwa
- Dla Kawy (m.in. z Michałem Cielakiem Kielakiem i Jarosławem Jaromim Drażewskim - 2005)
- Official Bootleg From Galicja Blues Festival (w duecie z harmonijkarzem Robertem Lenertem - 2005)
- Polish Blues Session Ostrzeszów 2005 (2009)

Dwa utwory autorstwa Adama Kulisza trafiły na Antologię Polskiego Bluesa (2008).
Jedna kompozycja Adama Kulisza trafiła na Antologię Polskiego Bluesa - część II (2009).